# Eupithecia assimilis
Eupithecia assimilis es una especie de polilla de la familia Geometridae. La especie fue descrita por primera vez por William Warren habiendo sido descrita en 1906, con distribución en Guayana Francesa y Brasil. El sintipo de la especie fue descrita en los alrededores de Cayenne.